# Hednesford
Hednesford è una cittadina di 17 343 abitanti, situata nella contea dello Staffordshire in Inghilterra.